# Stien Goris
Stien Goris (nascida a 1 de julho de 2001) é uma voleibolista belga. É membro da seleção feminina de vólei da Bélgica. Competiu no Campeonato Europeu de Voleibol Sub-19 de 2018 e na Liga das Nações Femininas de Voleibol da FIVB de 2022. Ela joga no Tchalou Volley.